# Münchentorturm

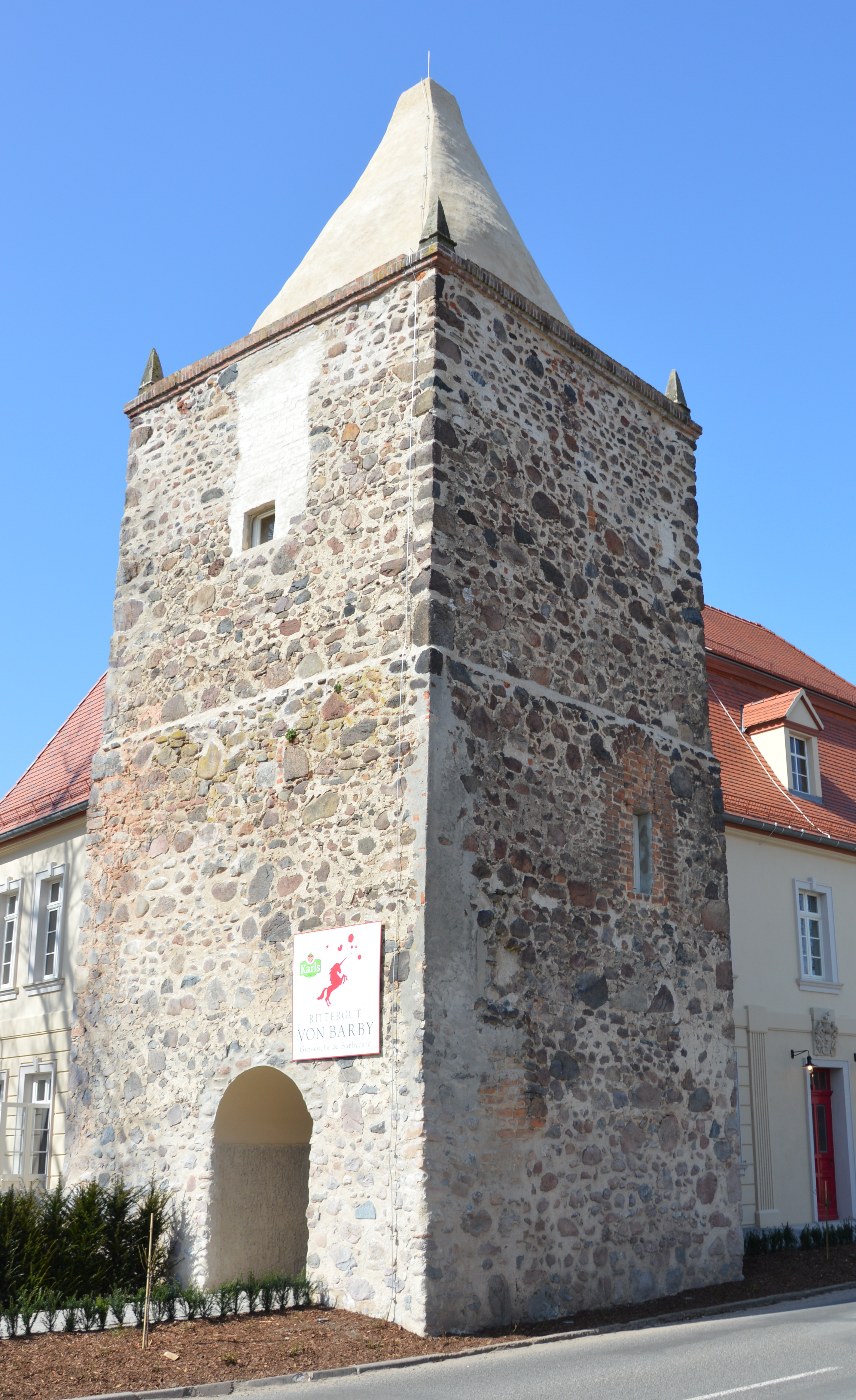
Münchentorturm, 2018

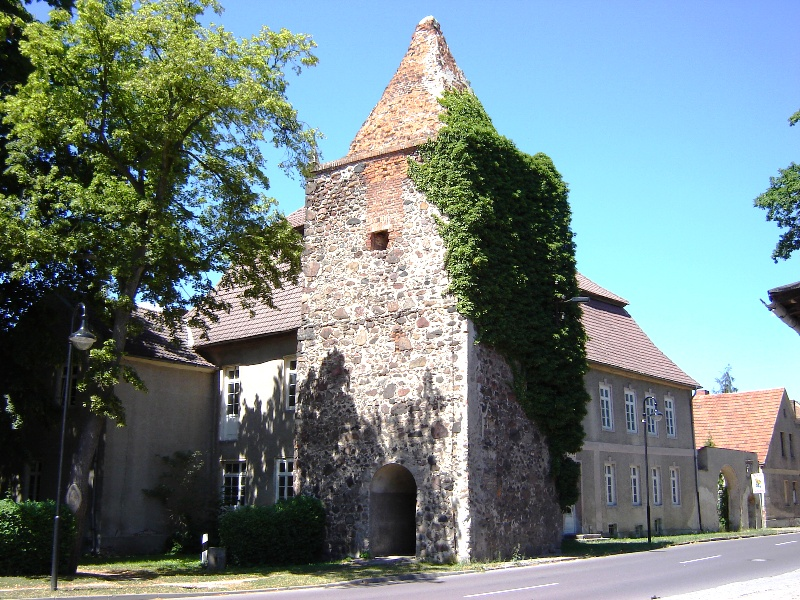
2006

Der Münchentorturm ist ein denkmalgeschützter Torturm der historischen Stadtbefestigung der Stadt Loburg in Sachsen-Anhalt.

## Lage
Er befindet sich am südwestlichen Zugang zur Loburger Altstadt auf der Westseite der Straße Münchentor. Unmittelbar nordwestlich schließt sich das Barbysche Gutshaus an.

## Architektur und Geschichte
Das auch Mönchstor genannte Tor war eines von drei Toren der Loburger Stadtbefestigung. Ende des 18., Anfang des 19. Jahrhunderts wurden alle Toranlagen der Stadtmauer abgerissen, lediglich der Münchentorturm blieb erhalten. Seine Entstehung geht auf das 13. Jahrhundert zurück. 2016 wurde der Turm saniert, wobei unter Efeu erhalten gebliebene mittelalterliche Putzreste integriert wurden.
Im örtlichen Denkmalverzeichnis ist der Torturm unter der Erfassungsnummer 107 05042 als Baudenkmal verzeichnet.